# Rathaus (Kaliningrad)

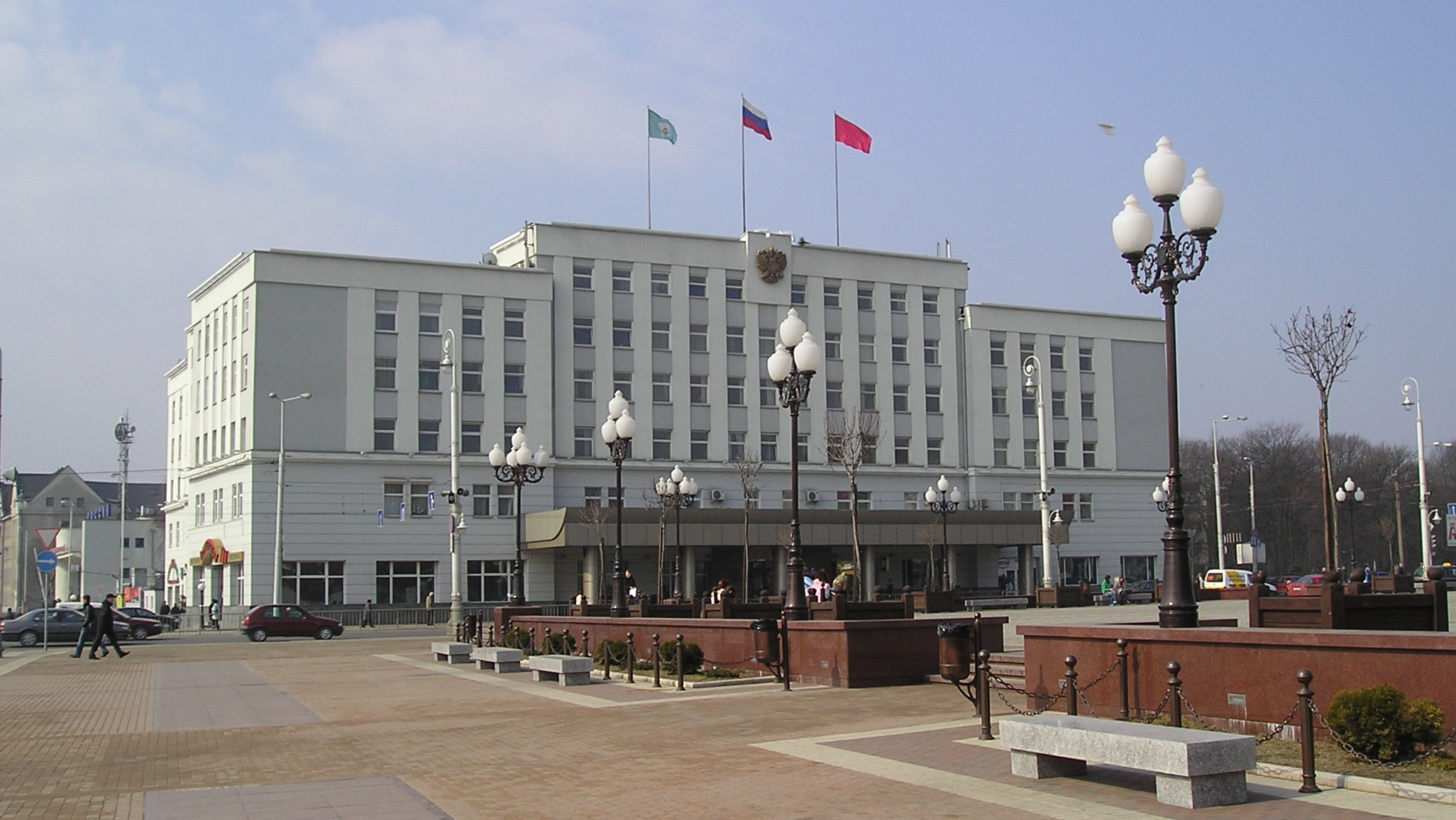
Rathaus von Kaliningrad, 2006

Das Rathaus von Kaliningrad befindet sich am pl. Pobedy 1. Das Gebäude wurde 1923 nach Plänen des Architekten Hanns Hopp als Büro- und Ausstellungsgebäude für die gegenüberliegende Deutsche Ostmesse erbaut und als Handelshof bezeichnet. Seit 1927 dient es als Rathaus der Stadt Königsberg.

## Lage
Die Umgebung des heutigen pl. Pobedy (ehemals Hansaplatz) wurde nach der Aufgabe des Steindammer Tors Anfang des 20. Jahrhunderts mit öffentlichen Gebäuden bebaut. Hier finden sich unter anderem der Bahnhof Kaliningrad Sewerny (ehemals Nordbahnhof), die Gebäude der Staatlichen Technischen Universität Kaliningrad (ehemals Land- und Amtsgericht Königsberg), der Generalstab der Baltischen Flotte (ehemals Oberpostdirektion Königsberg) und Niederlassung des Geheimdienstes FSB (ehemals Polizeipräsidium Königsberg). Der Haupteingang zur Deutschen Ostmesse befand sich direkt gegenüber dem Handelshof auf dem heutigen pl. Pobedy.

## Baugeschichte
Der Handelshof wurde errichtet, um den an der Deutschen Ostmesse beteiligten Unternehmen Büroflächen anbieten zu können. Die Geschäftsführung der neu gegründeten gemeinnützigen Handelshof Königsberg i. Pr. GmbH, die das Gebäude errichten und vermieten sollte, übernahm das städtische Messamt, das auch die Deutsche Ostmesse betrieb. Nach inflationsbedingter Verzögerung wurde der Handelshof von April bis November 1923 gebaut. Den Entwurf schuf der damals beim Messamt angestellte Architekt Hanns Hopp. Wie die gesamte Anlage der Deutschen Ostmesse setzte man auch den neuen Handelshof in die bis dahin nicht bebauten alten Wallanlagen. Um alle gewünschten Funktionen unterbringen zu können, entwarf Hanns Hopp ein großes Gebäude mit fünf Geschossen und vier um einen Innenhof angeordneten Flügeln. Im Keller war ein Restaurant untergebracht. Im Erdgeschoss lagen drei Läden und eine Filiale der Stadtbank; der mit Glas überdeckte Lichthof sowie das erste Obergeschoss waren als Ausstellungsfläche für die Deutsche Ostmesse gedacht. In den darüberliegenden Geschossen lagen die Büros. Schon nach kurzer Zeit stellte sich heraus, dass der Handelshof zu groß dimensioniert war. Da er ohnehin der Stadt gehörte, konnte sie 1927 hier verschiedene Abteilungen der Stadtverwaltung zusammenfassen, die bis dahin auf verschiedene Gebäude verteilt gewesen waren.
Das stilistisch einem gemäßigten, mit traditionellen Elementen vermischten Expressionismus zuzuordnende Gebäude wurde in den 1950er Jahren stark verändert und schmucklos wiederaufgebaut. Eine erste Aufbauplanung sah noch vor, die stumpfwinkligen Formen über den Fenstern und Türen beizubehalten. Aber die stumpfwinkligen Formen verschwanden. Die Fassaden erhielten – entgegen der ursprünglichen Aufbauplanung – eine Betonung der Vertikale durch aufgeputzte Lisenen. Sie ähneln dem „Tempel-Motiv“ in der Architektur des Chruschtschow-Klassizismus, besser bekannt als Architektur des Sozialistischen Realismus. Dieser nach Nikita Sergejewitsch Chruschtschow benannte Stil „verwob klassizistische Motive mit modernen“.

## Architektur

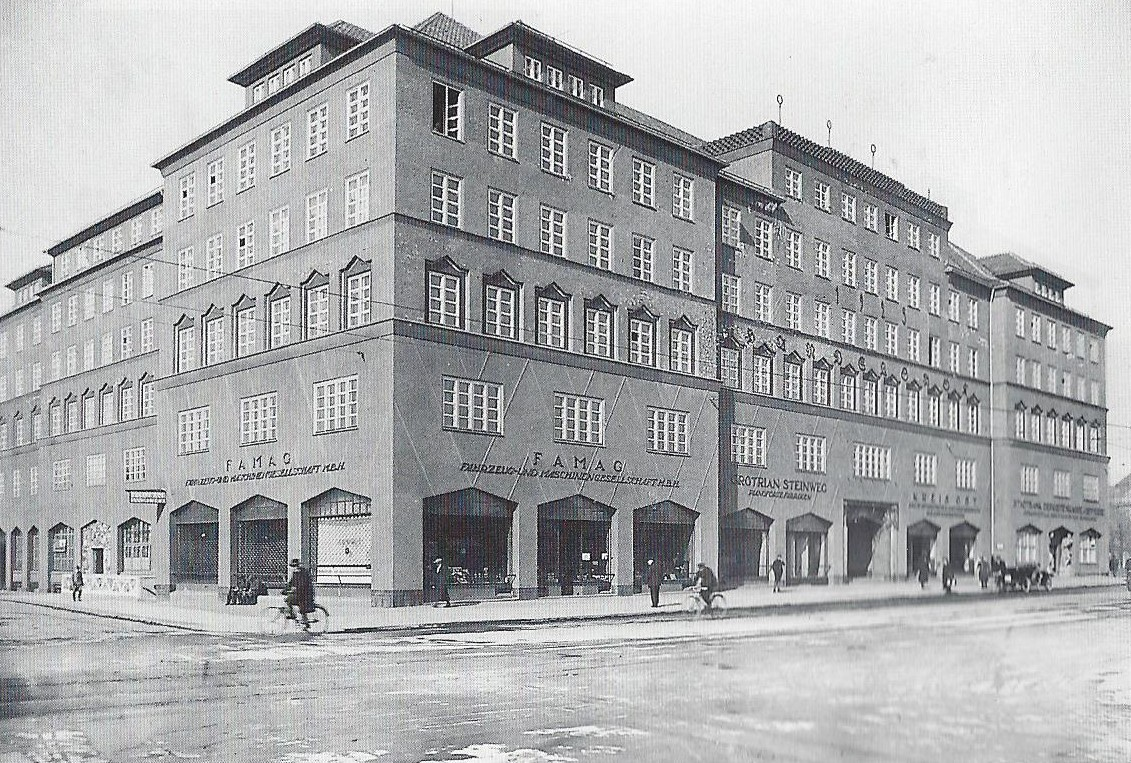
Handelshof in Königsberg etwa 1925 als Büro- und Ausstellungsgebäude für die gegenüberliegende Deutsche Ostmesse

Der Handelshof war für Hanns Hopp wegen seiner Größe eine besondere Bauaufgabe, er war der erste Großbau im Werk des jungen Architekten. Hopp gliederte den großen Baukörper durch breite Risalite an den Ecken. Von der Straße aus sichtbar ist das hohe Walmdach mit den breiten Dachgauben. Dem Stilempfinden der frühen 1920er Jahre verpflichtet sind die „expressiven“, also betont ausdrucksstarken Details der Gestaltung: die dreieckigen Elemente über den Fenstern, die betont rau gestaltete Fassade, die in den Putz eingearbeiteten Zackenbänder. Mit seinem Ansatz, den Baukörper in großen, „klassischen“ Formen zu gliedern und die expressionistische Formensprache mit ihren Zackenmustern flach auf die Oberfläche zu legen, lag er ganz im Trend der Baukultur der frühen 1920er Jahre.

## Bauplastik
Am plastischen Bauschmuck des Handelshofs waren die beiden Königsberger Bildhauer Hermann Brachert und Ernst Filitz beteiligt. Ihre Skulpturen sind so genau auf die Architektur bezogen, dass man eine enge Zusammenarbeit der beiden Künstler mit dem Architekten Hanns Hopp voraussetzen kann.
Für den Haupteingang schuf Hermann Brachert eine sogenannte Hausmarke: Eine Figur in der Haltung eines Christus als Weltenherrscher, ähnlich wie in mittelalterlichen Darstellungen, hielt ein Hausmodell auf dem Schoß. Daneben ragen zwei Köpfe aus der Wand, der eine ist ein Porträt von Hanns Hopp. Diese Plastik ist in den Werklisten Bracherts nicht erwähnt. Sie ist nicht erhalten.
Für den Eingang zur Filiale der Stadtbank schuf Hermann Brachert im Jahr 1921 zwei große Plastiken. Die überlebensgroßen, aus Kunststein gegossenen Figuren stellten die Göttin Fortuna als Allegorie auf das Glück sowie den Gott Merkur als Allegorie auf den Handel dar. Der Verbleib der Plastiken nach dem Zweiten Weltkrieg ist ungewiss, sie gelten als verschollen.
Der Bildhauer Ernst Filitz versah das Brüstungsband am Eingang zum Kellerrestaurant mit Skulpturen.